# いわき信用組合
いわき信用組合（いわきしんようくみあい）は、福島県いわき市に本店を置く信用組合。
通称・略称はいわしん。
ATMでは、しんくみ お得ねっと提携信用組合のカードによる出金は自組合扱いとなる。

## 沿革[3]
- 1948年7月 江名町信用組合として設立。
- 1957年6月 磐城信用組合に改称。
- 1966年9月 いわき信用組合に改称。
- 1994年1月 全国信用組合共同センター（SKC）に加盟。
- 2002年7月 つばさ信用組合と合併。
- 2011年3月 東日本大震災により楢葉支店は本庁前支店にて臨時営業することになる[4]。
- 2012年1月 株式会社整理回収機構より175億円の公的資金を注入（10年返済）。全国信用協同組合連合会からも25億円を得て資本増強を実施[5]。
- 2016年3月 楢葉支店、臨時営業店舗を本庁前支店から四倉支店とする[4]。
- 2019年3月 楢葉町の笑ふるタウンならは内にてATM業務開始(あぶくま信用金庫が幹事行、営業休止中の楢葉支店の出張所扱い、通帳記入不可。)[6]。
- 2019年4月 セブン銀行ATM利用時の手数料が全時間帯有料となる[7]。
- 2020年4月 企業経営者やその後継候補の婚活支援でヒューレックス・グループと提携[8]。
- 2024年11月 一連の不祥事（後述）により江尻次郎会長が引責辞任
- 2025年5月 東北財務局から銀行法に基づく業務改善命令を受け[9]、本多洋八理事長ら経営陣の引責辞任を発表[10]。
  - 6月13日 定期総代会・理事会の席上、本多洋八理事長ら役員7人が引責辞任、金成茂経理部長が新理事長に、全信連からは森貞隆之常勤理事[11]が常務理事に就任した[12][13]

## 店舗[14]
- 本店 - いわき市小名浜花畑町2-5
- 小名浜支店 - いわき市小名浜字中明神町10
- 江名支店 - いわき市江名字北町133
- 塩屋崎支店 - いわき市平沼ノ内諏訪原二丁目16-4
- 植田支店 - いわき市植田町南町1-1-1
- 勿来支店 - いわき市勿来町窪田町通1-128-1
- 平支店 - いわき市平六町目1-7
- 玉川支店 - いわき市小名浜住吉字道下36
- 泉支店 - いわき市泉町滝尻字菅俣24
- 本庁前支店 - いわき市平字童子町3-13
- 内郷支店 - いわき市内郷綴町榎下60
- 楢葉支店（休止中） - 双葉郡楢葉町大字下小塙字広畑14-1
- 四倉支店 - いわき市四倉町字東2-168-4
- 好間支店 - いわき市好間町中好間字下川原43-1[15]
- 湯本支店 - いわき市常磐湯本町天王崎120
- 郷ヶ丘支店 - いわき市郷ケ丘2-7-17
- 総合ローンセンター - いわき市鹿島町久保字反町7-4

ATMコーナー
- 旧神谷支店ATMコーナー - いわき市平中神谷字南鳥沼35-2
- 自由ヶ丘ATMコーナー - いわき市自由ケ丘14-10
- 笑ふるタウンならはATMコーナー(あぶくま信用金庫が幹事行) - 双葉郡楢葉町大字北田字中満256番地

## 役員・理事
※2025年7月現在
- 理事長 － 金成 茂（経理部長より昇格）
- 常務理事 － 菅波 茂（総合企画部副部長より昇格）、森貞 隆之（全信連より出向）
- 常勤理事 － 片野 憲一（留任）、持館 久徳（事業支援部副部長より昇格）
- 非常勤理事 － 清水 淳子（夕月代表取締役・留任）、猪狩 達宏（真砂不動産代表取締役・留任）、丹野 勇雄（丹野公認会計士税理士事務所・留任）、奥瀬 円（社会保険労務士法人HRM総合事務所・留任）
- 常勤監事 － 野村 貢（経理部副部長より転属）
- 員外監事 － 武藤 行典（司法書士武藤行典事務所・留任）、國井 達夫（國井法律事務所・留任）

## 不祥事
2024年11月、元職員によるX上での公表を受けた全国信用協同組合連合会からの指摘で内部調査を行ったところ、以下の不祥事が発覚、第三者委員会が設置され、会長や理事長ほか役員理事合わせて9名が引責辞任した。
長期間の迂回融資
2008年7月より2011年2月まで元会長を含む3人の代表理事により、10億円超の本人や親族名義等を使用した大口融資先への迂回融資が発覚。
職員による着服隠蔽
2009年6月に副支店長による現金20万円の着服が発覚するも、すぐ戻したため当時の支店長が信組本部に隠蔽、結果的に金融庁に報告されなかった。
支店職員による4,500万円横領の隠蔽
2014年7月に当時の支店係長が4,500万円を横領するも、元会長を含む当時の経営陣がこれを隠蔽したことが発覚。
さらに、2025年5月には以下のような不祥事も明らかになった。
預金者名義での口座偽造・架空融資
2011年頃から預金者名義で口座を偽造し、大口取引先への融資が不良債権化したことを隠すために使っていた疑いがあることが発覚。組合員の求めで福島地方裁判所いわき支部が保全したリストには、2024年秋時点で約90口座、計17億円超の架空融資が記されていた。実行の指示は当時の代表理事4人のうちの審査部長兼務者が主導したとされる。なお、金融庁には逐次報告していると話している。2025年5月29日に東北財務局から銀行法に基づく業務改善命令を受けた。翌30日には第三者委員会が調査結果を公表し、ペーパーカンパニーや架空口座を用いた不正融資の総額は計約247億円に上ると認定した。